# 1941 na música

## Eventos
12 de março: Luiz Gonzaga faz sua primeira gravação como sanfoneiro.

## Música Popular
- Anjos do Inferno: Brasil pandeiro, de Assis Valente
- Francisco Alves: Canta Brasil, de Alcyr Pires Vermelho e David Nasser
- Sílvio Caldas: Morena da boca de ouro,  de Ary Barroso
- Carmen Miranda: Um quê que a gente tem, de Ataulfo Alves, e Chica chica boom chic, de Harry Warren e Mack Gordon
- Ciro Monteiro: Oh Seu Oscar, de Ataulfo Alves
- Aracy de Almeida: Eu não sou daqui, de Ataulfo Alves

## Nascimentos
| Data            | Nome             | Profissão                           | Nacionalidade  | Observações | Ref |
| --------------- | ---------------- | ----------------------------------- | -------------- | ----------- | --- |
| 9 de Janeiro    | Joan Baez        | cantora e Compositora               | Estados Unidos |             |     |
| 12 de fevereiro | Dominguinhos     | instrumentista, cantor e compositor | Brasil         | m. 2013     |     |
| 4 de Março      | Yuri Simonov     | maestro                             | Rússia         |             |     |
| 5 de abril      | Michael Moriarty | ator e músico                       | Estados Unidos |             |     |
| 7 de Abril      | Mussum           | músico e humorista                  | Brasil         | m. 1994     |     |
| 19 de Abril     | Roberto Carlos   | cantor e compositor                 | Brasil         |             |     |
| 29 de Abril     | Nana Caymmi      | cantora e compositora               | Brasil         |             |     |
| 13 de Maio      | Ritchie Valens   | músico                              | Estados Unidos | m. 1959     |     |
| 15 de Junho     | Harry Nilsson    | cantor e compositor                 | Estados Unidos | m. 1994     |     |
| 24 de Maio      | Bob Dylan        | cantor e compositor                 | Estados Unidos |             |     |
| 16 de Julho     | Desmond Dekker   | cantor e compositor                 | Jamaica        | m. 2006     |     |
| 25 de Julho     | Manny Charlton   | guitarrista                         | Espanha        |             |     |
| 21 de Setembro  | Roberto Szidon   | pianista                            | Brasil         |             |     |
| 4 de Outubro    | Maria Armanda    | fadista                             | Portugal       |             |     |
| 25 de outubro   | Helen Reddy      | cantora                             | Austrália      | m. 2020     |     |
| 28 de Novembro  | Benito Di Paula  | pianista, cantor e compositor       | Brasil         |             |     |

## Mortes
| Data        | Nome                | Profissão                | Nacionalidade | Observações | Ref |
| ----------- | ------------------- | ------------------------ | ------------- | ----------- | --- |
| 7 de Agosto | Rabindranath Tagore | escritor, poeta e músico | Índia         | n. 1861     |     |